# Андре Гі
Андре Гі (фр. André Guy, нар. 3 березня 1941, Бург-ан-Бресс) — французький футболіст, що грав на позиції нападника. Виступав, зокрема, за «Сент-Етьєн» та «Ренн», вигравши з першою командою чемпіонат Франції, а з другою — національний кубок. Також грав за національну збірну Франції.
Гі був одним з найкращих французьких бомбардирів свого часу, забивши сумарно 160 голів у найвищому дивізіоні Франції і входячи за цим показником до 15-ки найкращих бомбардирів чемпіонату Франції в історії. За цей час Андре протягом семи сезонів поспіль починаючи з 1964 року входив у десятку бомбардирів чемпіонату, а 1969 року з 25 голами став найкращим бомбардиром чемпіонату.

## Клубна кар'єра
У дорослому футболі дебютував 1959 року виступами за «Сошо», втім у першому сезоні не був основним гравцем, зігравши лише 2 матчі, в яких забив один гол, а його команда понизилась у класі. Там Гі отримав більше ігрового часу і клуб з першої спроби повернувся в еліту. Там Андре програв конкуренцію люксембуржцю Віктору Нюренбергу і знову зрідка виходив на поле, а команда вдруге поспіль вилетіла з Дивізіону 1. Цього разу у другому дивізіоні Гі провів лише пів сезону, після чого перейшов у «Сент-Етьєн», якому допоміг зайняти перше місце і вийти в Дивізіон 1.
У першому ж сезоні в еліті (1963/64) Гі, граючи разом з такими зірками тогочасного французького футболу як Еме Жаке, Рашид Меклуфі, Рене Ферр'є, Робер Ербен та інші виграв чемпіонат Франції, забивши 28 голів у 32 матчах турніру. Після чемпіонства команду поповнило ще три нападники — Франсуа Етт, Мар'ян Виснєський та Ерве Ревеллі, в результаті чого результативність Гі впала — 17 голів у 33 матчах, а клуб не зумів захистити титул, зайнявши сьоме місце.
В підсумку Гі перейшов у «Лілль». У цій команді Андре також регулярно відзначався, забивши за два наступних сезони 22 і 20 голів відповідно, втім команда показувала вкрай низькі результати — 18 і 10 місця. В результаті 1967 року нападник перейшов до діючого володаря Кубка Франції «Ліона», якому в першому ж сезоні допоміг дійти до чвертьфіналу Кубка володарів кубків 1967/68, а у наступному сезоні забивши 25 голів у 30 матчах чемпіонату став найкращим бомбардиром сезону. Загалом відіграв за команду з Ліона три з половиною сезони своєї ігрової кар'єри і був одним з головних бомбардирів команди, маючи середню результативність на рівні 0,58 голу за гру першості.
По ходу сезону 1970/71 перейшов у «Ренн», якому того ж року допоміг виграти Кубок Франції, забивши у фіналі єдиний і вирішальний гол з пенальті у ворота свого колишнього клубу «Ліона» (1:0). Втім цей гол і титул став останнім на найвищому рівні, оскільки з настуаного сезону Гі став виступати за команду другого дивізіону «Тулон», а з авершив професійну ігрову кар'єру у клубі «Невер» у тому ж дивізіоні, за де виступав протягом сезону 1973/74 років.

## Виступи за збірну
4 жовтня 1964 року дебютував в офіційних матчах у складі національної збірної Франції в грі відбору на чемпіонат світу 1966 року проти Люксембургу, в якому Франція виграла 2:0, а Гі забив один з голів. Після цього в жовтні і листопаді Андре провів ще по одній грі, втім з початку 1965 року протягом двох з половиною років не залучався до матчів головної команди і пропустив «мундіаль».
З літа 1967 року знову став грати за збірну Франції і 17 вересня забив свій другий і останній гол за збірну в матчі відбору на чемпіонат Європи 1968 року з поляками (4:1). Втім у вирішальному плей-оф за вихід на турнір французи з Гі розгромно поступились Югославії (1:5) і не вийшли на Євро-1968, а потім і несподівано поступились вдома у першій грі кваліфікації на чемпіонат світу 1970 року Норвегії (0:1). Цей програний матч, проведений 6 листопада 1968 року, який в підсумку і не дозволив триколірним зіграти на світовій першості, став останнім для Гі за збірну. Всього протягом кар'єри у національній команді, яка тривала 5 років, провів у формі головної команди країни 8 матчів, забивши 2 голи.

## Статистика

### Клубна
| Клуб              | Сезон             | Ліга | Ліга | Кубки | Кубки | Єврокубки | Єврокубки | Інші | Інші | Разом | Разом |
| Клуб              | Сезон             | Ігри | Голи | Ігри  | Голи  | Ігри      | Голи      | Ігри | Голи | Ігри  | Голи  |
| ----------------- | ----------------- | ---- | ---- | ----- | ----- | --------- | --------- | ---- | ---- | ----- | ----- |
| Сошо              | 1959/60           | 2    | 1    | 0     | 0     | 0         | 0         | 0    | 0    | 2     | 1     |
| Сошо              | 1960/61           | 1    | 1    | 2     | 2     | -         | -         | 0    | 0    | 3     | 3     |
| Сошо              | 1961/62           | 4    | 2    | 0     | 0     | 0         | 0         | 0    | 0    | 4     | 2     |
| Сошо              | 1962/63           | 5    | 2    | 0     | 0     | -         | -         | 0    | 0    | 5     | 2     |
| Сошо              | Загалом           | 12   | 6    | 2     | 2     | 0         | 0         | 0    | 0    | 14    | 8     |
| Сент-Етьєн        | 1962/63           | 17   | 7    | 7     | 2     | -         | -         | 0    | 0    | 24    | 9     |
| Сент-Етьєн        | 1963/64           | 32   | 28   | 0     | 0     | 0         | 0         | 0    | 0    | 32    | 28    |
| Сент-Етьєн        | 1964/65           | 33   | 17   | 5     | 4     | 2         | 2         | 0    | 0    | 40    | 23    |
| Сент-Етьєн        | Загалом           | 82   | 52   | 12    | 6     | 2         | 2         | 0    | 0    | 96    | 60    |
| Лілль             | 1965/66           | 38   | 22   | 2     | 1     | 0         | 0         | 4    | 2    | 44    | 25    |
| Лілль             | 1966/67           | 38   | 20   | 3     | 3     | 0         | 0         | 0    | 0    | 41    | 23    |
| Лілль             | Загалом           | 76   | 42   | 5     | 4     | 0         | 0         | 4    | 2    | 85    | 48    |
| Ліон              | 1967/68           | 35   | 16   | 3     | 1     | 3         | 0         | 0    | 0    | 41    | 17    |
| Ліон              | 1968/69           | 30   | 25   | 5     | 4     | 4         | 1         | 0    | 0    | 39    | 30    |
| Ліон              | 1969/70           | 27   | 17   | 4     | 6     | 0         | 0         | 0    | 0    | 31    | 23    |
| Ліон              | 1970/71           | 18   | 6    | 0     | 0     | 0         | 0         | 0    | 0    | 18    | 6     |
| Ліон              | Загалом           | 110  | 64   | 12    | 11    | 7         | 1         | 0    | 0    | 129   | 76    |
| Ренн              | 1970/71           | 14   | 5    | 8     | 6     | 0         | 0         | 0    | 0    | 22    | 11    |
| Ренн              | Загалом           | 14   | 5    | 8     | 6     | 0         | 0         | 0    | 0    | 22    | 11    |
| Тулон             | 1971/72           | 30   | 23   | 7     | 2     | -         | -         | 0    | 0    | 37    | 25    |
| Тулон             | 1972/73           | 15   | 5    | 2     | 0     | -         | -         | 0    | 0    | 17    | 5     |
| Тулон             | Загалом           | 45   | 28   | 9     | 2     | 0         | 0         | 0    | 0    | 54    | 30    |
| Невер             | 1973/74           | 33   | 9    | 1     | 0     | -         | -         | 0    | 0    | 34    | 9     |
| Невер             | Загалом           | 33   | 9    | 1     | 0     | 0         | 0         | 0    | 0    | 34    | 9     |
| Всього за кар'єру | Всього за кар'єру | 372  | 206  | 49    | 31    | 9         | 3         | 4    | 2    | 434   | 242   |

Джерело:
- André Guy. Pari-et-gagne.com (фр.). Архів оригіналу за 23 вересня 2018. Процитовано 18 січня 2016.

### Збірна
| Ігри і голи за збірну | Ігри і голи за збірну | Ігри і голи за збірну | Ігри і голи за збірну | Ігри і голи за збірну | Ігри і голи за збірну | Ігри і голи за збірну |
| #                     | Дата                  | Місто                 | Суперник              | Гол                   | Рахунок               |                       |
| --------------------- | --------------------- | --------------------- | --------------------- | --------------------- | --------------------- | --------------------- |
| 1.                    | 04.10.1964            | Люксембург            | Люксембург            | Гол                   | 2:0                   |                       |
| 2.                    | 11.11.1964            | Париж                 | Норвегія              |                       | 1:0                   |                       |
| 3.                    | 02.12.1964            | Брюссель              | Бельгія               |                       | 0:3                   |                       |
| 4.                    | 03.06.1967            | Париж                 | СРСР                  |                       | 2:4                   |                       |
| 5.                    | 17.09.1967            | Варшава               | Польща                | Гол                   | 4:1                   |                       |
| 6.                    | 24.08.1968            | Белград               | Югославія             |                       | 1:5                   |                       |
| 7.                    | 17.10.1968            | Ліон                  | Іспанія               |                       | 1:3                   |                       |
| 8.                    | 06.11.1968            | Страсбур              | Норвегія              |                       | 0:1                   |                       |

## Досягнення
- Чемпіон Франції: 1963/64
- Володар Кубка Франції: 1970/71
- Найкращий бомбардир чемпіонату Франції: 1968/69